# زدماج فایزر ئی‌ان
زدماج فایزر ئی‌ان (به انگلیسی: Zmaj Fizir FN) یک هواگرد ملخ‌پیشین تک‌موتوره از نوع هواپیمای آب‌نشین دارای ارابه فرود ساخت شرکت Zmaj aircraft است. این هواگرد در سال ۱۹۳۱ میلادی رسماً معرفی گردید. ۲۱۰ فروند از این هواپیما تولید شده است.
طراح این هواگرد، Yugoslav Royal Air Force بود.